# László Zsigmond (jogász)
László Zsigmond (Pest, 1845. április 30. – Budapest, 1913. augusztus 31.) jogi doktor, igazságügyminiszteri tanácsos.

## Életútja
Atyja, László György a pesti egyetem quaestora volt, édesanyja Schneider Borbála. Jogi tanulmányainak a pesti egyetemen végeztével, 1866-ban a királyi ítélőtáblához ment joggyakornoknak; 1867-ben a magyar minisztérium megalakulásakor az igazságügyminisztériumhoz fogalmazónak neveztetett ki és ott felvitte a miniszteri osztálytanácsosságig, mint a börtönügyi szakosztály főnöke. 1895-ben nyugalomba ment és Budapesten lakott. 1913. augusztus 31-én hunyt el, életének 69., házasságának 43. esztendejében. Örök nyugalomra helyezték 1913. szeptember 2-án délután a Kerepesi úti temetőben a római katolikus egyház szertartása szerint. Felesége Hoffmann Ilona volt.
Az 1860-s években Pálffy Esti Lapjába és a Pester Lloydba írt néhány napikérdésekkel foglalkozó cikket és a Vasárnapi Ujságba egy angol elbeszélést fordított; később csakis szakmájába vágó kérdésekkel foglalkozott, így a Jogtudományi Közlönyben (1870. Közlemények az angol polg. törvénykezési eljárás köréből), a Büntetőjog Tárában (1882), a Jogban (1886) és a Pesti Napló (1893) tette közzé némely értekezését.

## Munkái
- Le sistème penitentiaire progressif en Hongrie. (Extrait du Bulletin de la commission penitentiaire internationale.) St.-Petersbourg et Neuchatel, 1887.
- Les institutions pénitentiaires du royaume de Hongrie et leur développement dans le siècle XIX. Rapport de ... (Extrait du Tome II. 1-re partie des, Actes du congrès penitentiaire international de Rome, 1887.)
- Rapport sur le developpement histiroque du droit pénal et sur le régime penitentiaire en Hongrie de 1885-89. Actes du Congrès penitentiaire international de St. Petersborg, 1890. (Börtönügyi közlemények.)